# Neta Elkayam
Neta Elkayam (en hébreu : נטע אלקיים) née en 1980 à Netivot en Israël, est une artiste, compositrice, musicienne et chanteuse israélo-marocaine.
Son style musical combine des inspirations du chant soul noir, du piyut, de la pop et du rock 'n' roll. Dans son œuvre, elle collabore avec des musiciens et des orchestres d'Israël et d’ailleurs, et se produit sur les scènes internationales, notamment au Maroc, en France et au Canada. Lauréate du prix ACUM et du prix Sami Michael pour l'égalité et la justice sociale. En 2019, elle a été nommée pour le prix Ophir dans la catégorie Meilleure actrice pour son rôle principal dans le film musical Mami,.
Son travail, à la fois artistique et musical, traite abondamment de son identité marocaine dans l'espace israélien et étranger. Elle interprète des chansons et reprend des œuvres en arabe marocain, des œuvres anciennes, moins jouées mais restées familières, et leur donne une touche personnelle. De plus, elle écrit une œuvre originale et la traduit en arabe marocain,.
Elle est également engagée dans les arts plastiques, a présenté des expositions personnelles, participé à de nombreuses expositions collectives et à divers festivals,.

## Biographie
Elle est issue d'une famille juive marocaine. Son père vient de Tinghir, Sa mère est originaire de Casablanca. Ses parents ont immigré en Israël. Elle est née en 1980 dans la ville de Netivot, une ville qui a rassemblé une importante communauté de Juifs d’origine marocaine.
Elle entretient un lien étroit avec son pays d'origine, Israël, où elle se rend régulièrement. Elle affirme être fière de ses origines marocaines, qu’elle considère comme partie prenante de son identité,.

« En fait j’ai grandi en Israël, mais au cœur de la culture marocaine. Tous les habitants de Netivot étaient des immigrés juifs marocains, qui avaient quitté le pays dans les années cinquante. Du coup, il y avait deux mondes, l’extérieur, et chez mes grands-mères qui ne vivaient, elles, que dans leurs souvenirs du Maroc. Netivot, dans les années 80 et 90, vivait complètement à la marocaine. On y parlait en arabe dialectal dans la rue, on mangeait marocain et l’on y célébrait les fêtes du Maghreb. »

## Filmographie
- Elle participe au film documentaire Dans tes yeux, je vois mon pays réalisé par le franco-marocain Kamal Hachkar , où elle et son mari Amit Haï Cohen, lui aussi israélo-marocain, tentent d'explorer et revisiter en musique leur héritage judéo-marocain. À la scène comme dans la vie, ils explorent cette dualité identitaire, comme pour réparer les blessures de l’exil vécues par leurs parents. Le film les suit durant un voyage au Maroc, jalonné de rencontres musicales, qui va transformer leur perception de ce qu'ils sont et de ce qu’ils veulent devenir. Se dessine alors le rêve de recréer des ponts avec le pays de leurs ancêtres[10],[11],[12]
- 2019 : Red Fields de Keren Yedaya : Mamy